# Колденбител
Колденбител (њем. Koldenbüttel) општина је у њемачкој савезној држави Шлезвиг-Холштајн. Једно је од 132 општинска средишта округа Нордфризланд. Према процјени из 2010. у општини је живјело 935 становника. Посједује регионалну шифру (AGS) 1054070.

## Географски и демографски подаци
Колденбител се налази у савезној држави Шлезвиг-Холштајн у округу Нордфризланд. Општина се налази на надморској висини од 2 метра. Површина општине износи 25,8 km². У самом мјесту је, према процјени из 2010. године, живјело 935 становника. Просјечна густина становништва износи 36 становника/km².

## Међународна сарадња
| Мјесто   | Држава    | Врста сарадње | Од    |
| -------- | --------- | ------------- | ----- |
| Дојсберг | Холандија | партнерство   | 1972. |
| Скјерн   | Данска    | партнерство   | 1993. |
| Извор    |           |               |       |